# Eduard Hartung (Maler)
Eduard Hartung (* 15. Mai 1866 in Spengawsken, Kreis Preußisch Stargard; † 1939 in Jena) war ein deutscher Landschaftsmaler und Impressionist.

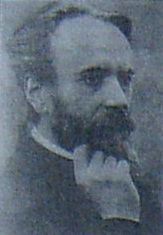
Eduard Hartung

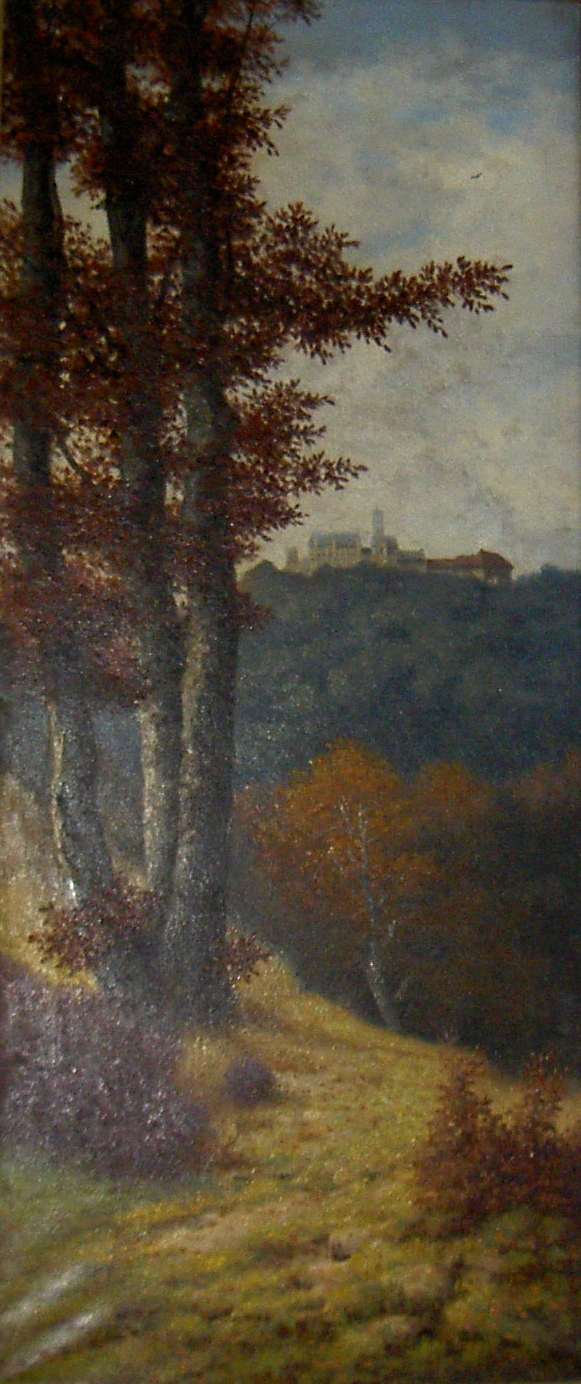
Eduard Hartung: Die Wartburg

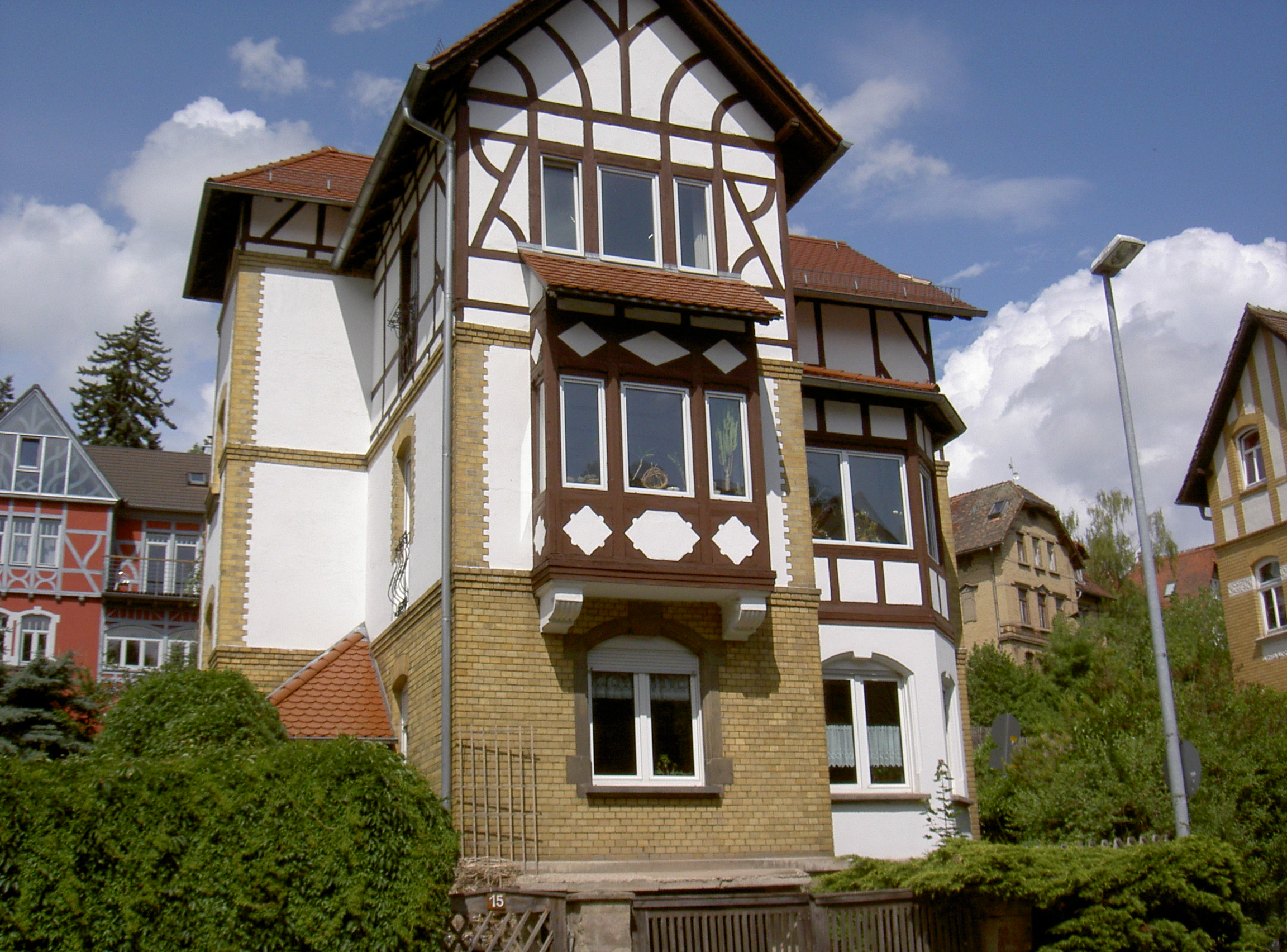
Jena Villa Hartung

## Leben
Eduard Hartungs Vater stammte aus Langensalza in Thüringen. 1880 besuchte Eduard Hartung die Höhere Bürgerschule zu Dirschau. Ab 1883 studierte er an der Königlichen Kunstakademie in Königsberg. 1884 bestand er die Prüfung in Anatomie.
In den 1880er Jahren malte Eduard Hartung Bilder mit Berlin-Motiven. Anfang des 20. Jahrhunderts kam Hartung acht Jahre lang jedes Jahr nach Eisenach und malte 12 Gemälde der Wartburg in verschiedenen Jahreszeiten und Stimmungen. Diese Wartburg-Gemälde wurden von der Kunstanstalt F. Bruckmann als Kunstblätter für ein breites Publikum reproduziert.
Eduard Hartung malte Landschaften und Stillleben in impressionistischem Stil.
Er war von 1895 bis 1903 mit Arabella von Paleske verheiratet und in zweiter Ehe mit der Kunstmalerin Marta Hartung, geb. von Berkel (1893–1984), mit der er zwei Söhne hatte. Seit 1911 bewohnte die Familie Hartung eine 1908 erbaute Villa in Jena an der heutigen Friedrich-Engels-Straße 15, die bei den Bewohnern der Umgebung noch heute als „Villa Hartung“ bezeichnet wird. Die Familie lebte in bescheidenen, finanziell bedrängten Verhältnissen.
Nach Eduard Hartungs Tod im Jahr 1939 wohnte seine Frau bis zu ihrem Tod im Jahr 1984 weiter in dieser Villa.